# Отт Лепланд
Отт Ле́планд (ест. Ott Lepland; нар. 17 травня 1987 року, Таллінн, Естонія) — естонський співак і автор пісень, який прославився завдяки перемозі на естонському ТВ-шоу «Eesti otsib superstaari» (Естонія шукає суперзірок). Представляв Естонію на пісенному конкурсі Євробачення 2012 в Баку, де посів шосте місце.

## Кар'єра
Лепланд почав співати ще з дитинства. Перші альбоми з дитячими піснями були випущені ним у 1995—1996 роках. У той час він проходив навчання в музичній школі Георга Отса в Таллінні по класу поп- і джазової музики. Також протягом декількох років вчився грати на фортепіано.
Є переможцем третього сезону місцевого виконавського конкурсу «Eesti otsib superstaari». 2012 року представить свою країну на пісенному конкурсі Євробачення 2012 з композицією «Kuula». За результатами другого півфіналу, який відбувся 24 травня, композиція пройшла до фіналу.

## Дискографія

### Альбоми
- Oti jõululaulud (1995)
- Oti suvelaulud (1996)
- Ott ja Valged jänesed (1996)
- Ott ja sõbrad (1996)
- Ott Lepland (2010)
- Laulan ma sind (2011)

### Сингли
- Otsides ma pean su jälle leidma (2009)
- Süte peal sulanud jää (2010)
- Läbi öise Tallinna (2010)
- Üheskoos on olla hea (2010)
- Kohtume jälle (2010)
- Sinuni (2010)
- Öö (2011)
- Tunnen elus end (2011)